# Železniční nehoda v Chua-lienu
Železniční nehoda v Chua-lienu byla srážka osmivozového vlaku Taroko Express společnosti TRA s kamionem, který se zřítil do kolejiště, s následným vykolejením vlakové soupravy, která se udála 2. dubna 2021 v 9.28 hodin místního času. K nehodě došlo u severního vjezdu do tunelu Čching-šuej v okrese Chua-lien na Tchaj-wanu. V době nehody bylo na palubě 488 cestujících, přičemž nejméně 51 osob při nehodě zemřelo a nejméně dalších 186 zraněno. 
Jedná se o nejtragičtější železniční nehodu na Tchaj-wanu od roku 1948, kdy při požáru vlakové soupravy zemřelo 64 lidí.